# Calamus hypoleucus
Calamus hypoleucus là loài thực vật có hoa thuộc họ Arecaceae. Loài này được Kurz mô tả khoa học đầu tiên năm 1874.